# Florian Baucke
Florian Baucke (* 24. September 1719 in Winzig, Schlesien; † 14. Juli 1779 in Neuhaus, Böhmen; auch Pauke oder Paucke) war ein Jesuitenmissionar und Schriftsteller.

## Leben
Florian Baucke trat im Oktober 1736 in den Orden der Societas Jesu ein. Nach seiner Priesterweihe im Jahr 1748 wurde Paucke in die Mission von Paraguay ausgesandt. Baucke befasste sich zunächst weiter mit theologischen Studien. Ab 1751 war er als Missionar tätig, vor allem unter den Mocoví-Indianern, einem sehr kriegerischen Stamm. Nach der Vertreibung des Ordens aus Paraguay (1768) kehrte Baucke in die böhmische Provinz zurück.
Bauckes schriftstellerisches Werk über die Jahre in Südamerika wurde mehrfach herausgegeben, etwa von J. Frast, 1870, zuletzt v. G. Furlong, Buenos Aires 1942. Es berichtet über Pater Bauckes Reise nach Paraguay, den Gran Chaco, die Lebensweise, Sitten und Gewohnheiten der von Baucke besuchten Indianer, über das Leben in der Reduktion St. Xaverius und das Christentum unter den Indianern. Auch die Vertreibung der Jesuiten aus Paraguay kommt zur Sprache. Bauckes Bericht ist in lebensnaher und teilweise humoristischer Art gestaltet. Das von Baucke mit ausführlichen aquarellistischen Darstellungen versehene Originalmanuskript befindet sich in der Bibliothek des österreichischen Stiftes Zwettl.

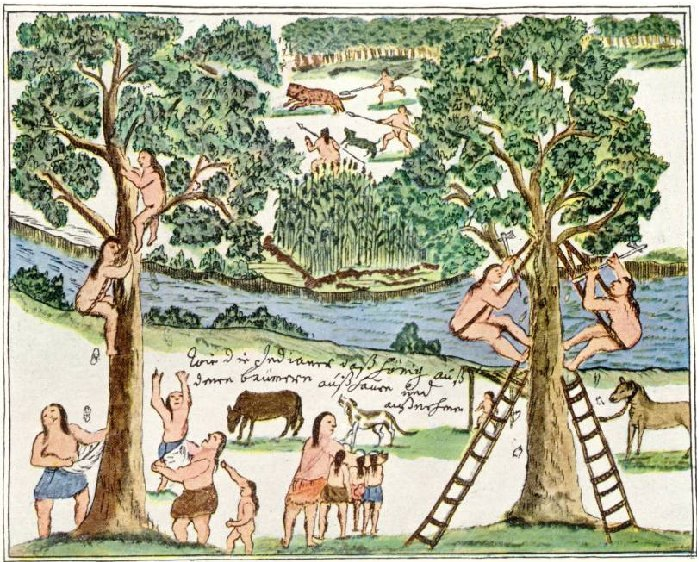
Honigernte in einer Jesuitenreduktion
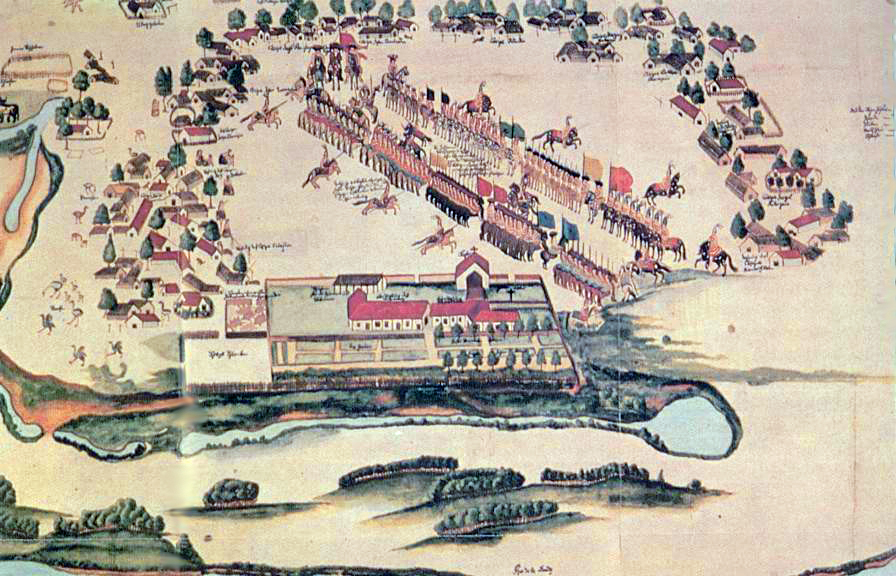
Kavalleristen vor einer Jesuitenreduktion
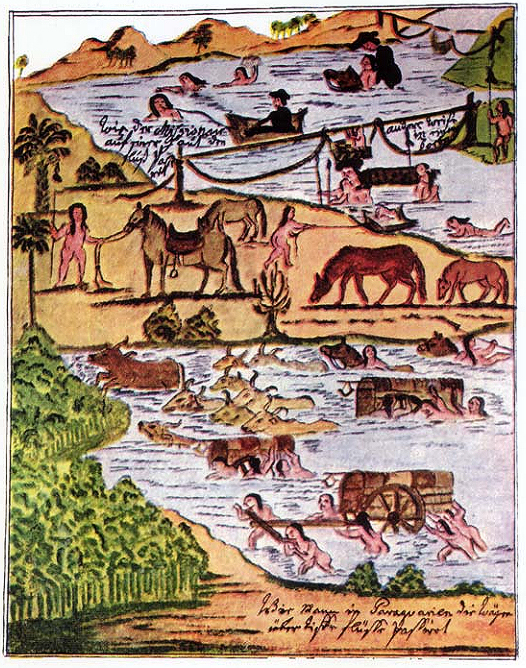
Flussüberquerung